# Julius Meier-Graefe

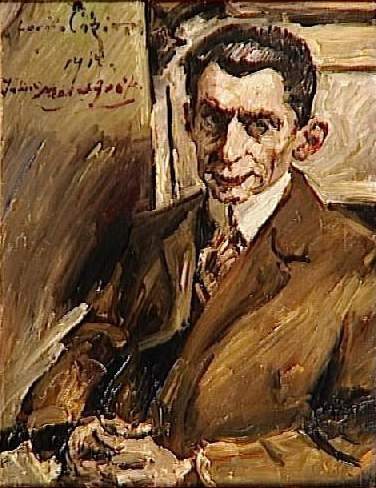
Lovis Corinth: Porträt Julius Meier-Graefe, 1912–1914

Julius Meier-Graefe (* 10. Juni 1867 in Resicabánya (deutsch Reschitz), Königreich Ungarn, Österreich-Ungarn; † 5. Juni 1935 in Vevey, Schweiz) war ein deutscher Kunsthistoriker und Schriftsteller. Er gilt als wichtiger Vorkämpfer des Impressionismus.

## Leben
Nach ingenieurwissenschaftlichen Studien in München widmete sich Meier-Graefe, Sohn des Ingenieurs Eduard Meier und Bruder des Unternehmers Max Meier, seit seiner Übersiedlung nach Berlin 1890 historischen und kunsthistorischen Studien. Seine erste kunstkritische Arbeit verfasste er 1894 über Edvard Munch. 1895 gehörte er zu den Gründern der Zeitschrift „Pan“.
Zusammen mit Siegfried Bing besuchte er auf einer Rundreise 1895 Henry van de Velde. Meier-Graefe wollte im Namen der Redaktions-Kommission, der er angehörte, um van de Veldes Einverständnis bitten, dass sein Name auf die Liste der ausländischen Mitarbeiter gesetzt werden kann. Meier-Graefe hatte vergebens versucht, seine Redaktionsfreunde von der Notwendigkeit der Gründung eines ähnlichen Unternehmens wie desjenigen von Siegfried Bing Maison de l’Art nouveau, zu überzeugen. Wegen einer freizügigen Lithographie von Henri Toulouse-Lautrec, die zu einem Zerwürfnis zwischen dem Aufsichtsrat des genossenschaftlich organisierten Pan und den Herausgebern führte, schied Meier-Graefe nach nur einem Jahr aus der Redaktion aus.
Im Jahre 1898 eröffnete Meier-Graefe in Paris La Maison Moderne, deren Inneneinrichtung van de Velde für ihn entworfen hatte. Im Jahr zuvor gründete er gemeinsam mit dem Münchner Verleger Hugo Bruckmann die Zeitschrift Dekorative Kunst. Nach einem Jahr wagten Redaktion und Verlag, eine Ausgabe in französischer Sprache zu publizieren. Diese erschien erstmals 1899 unter dem Titel L’Art Décoratif und enthält Abbildungen von fast allen wesentlichen Arbeiten, die van de Velde bis dahin geschaffen hatte.
Meist in Paris lebend, entwickelte sich Meier-Graefe zu einem der besten Kenner der französischen Malerei des 19. Jahrhunderts. In seiner Entwicklungsgeschichte der Modernen Kunst (3 Bände, 1904 und 1914–24) räumte er dem französischen Impressionismus eine herausragende Stellung ein. Dieses Werk und seine nachfolgende Streitschrift Der Fall Böcklin (1905) brachten ihm den Vorwurf ein, „gegen deutsche Kunst“ zu polemisieren. Meier-Graefe verfasste Monographien über fast alle bedeutenden Künstler des Impressionismus. Die Jahrhundertausstellung deutscher Kunst in der Berliner Nationalgalerie 1906 verdankte seiner Anregung die Präsentation bislang kaum bekannter Werke. Insbesondere die Arbeiten Caspar David Friedrichs wurden hier erstmals einem größeren Publikum vorgestellt.

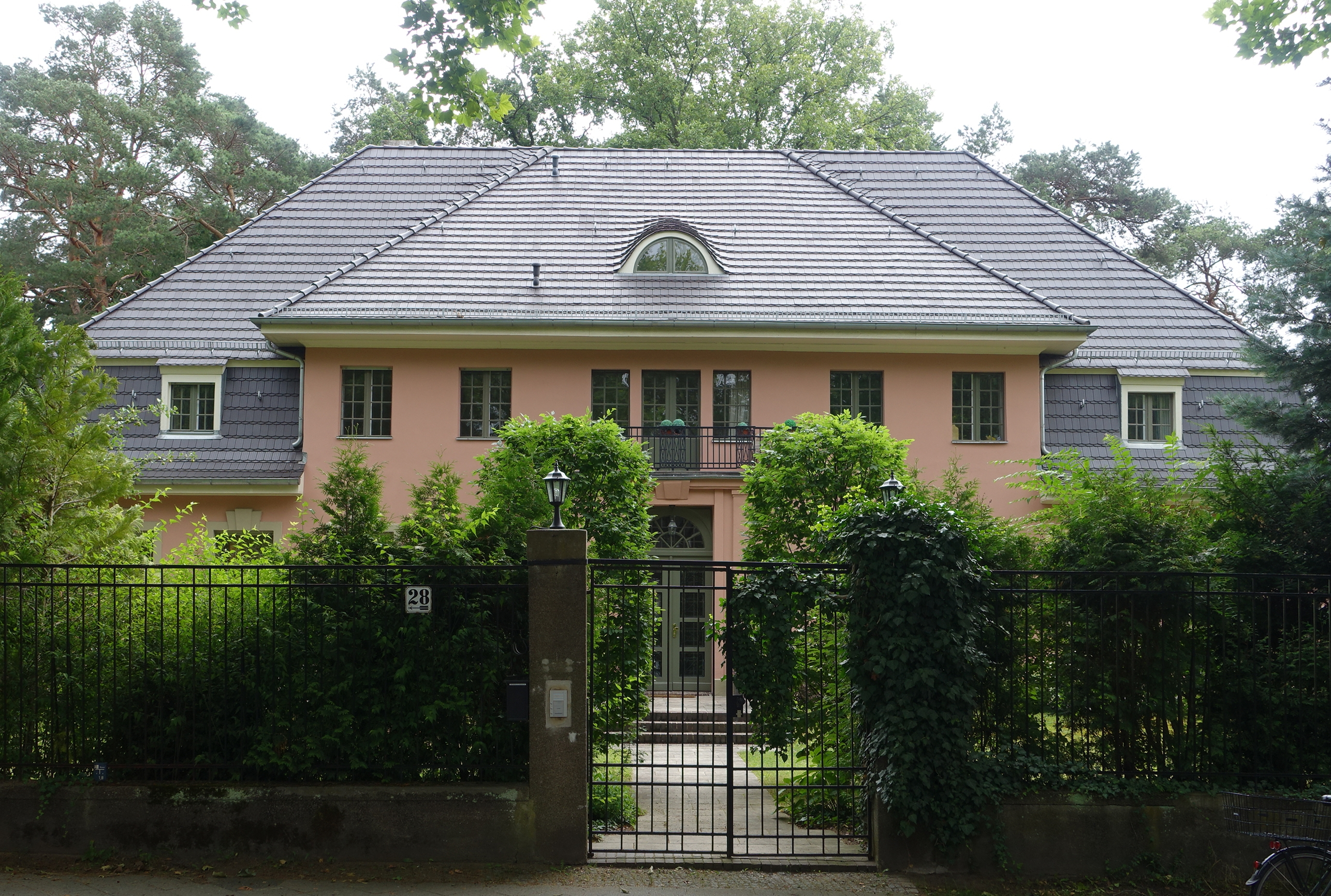
Haus Meier-Graefe in Berlin-Nikolassee

Meier-Graefe schrieb wichtige Biografien zahlreicher Künstler, unter anderem über Paul Cézanne und Vincent van Gogh. Mit spitzer Feder und lebendiger Sprache schrieb er zahlreiche weitere Abhandlungen zur Kunst.
1930 mietete Meier-Graefe mit seiner Partnerin Anne-Marie Epstein das Anwesen La Banette in Saint-Cyr-sur-Mer und bewegte zwei Jahre später den Landschaftsmaler Walter Bondy und den Schriftsteller René Schickele zur Übersiedlung in die nähere Umgebung. Meier-Graefe gab damit einen entscheidenden Impuls zum Entstehen der großen Flüchtlingskolonie aus dem Deutschen Reich im benachbarten Sanary-sur-Mer während der folgenden Jahre (Thomas Mann, Lion Feuchtwanger, Ludwig Marcuse und andere).

## Ausstellungen
- 2017: Julius Meier-Graefe. Grenzgänger der Künste. Literaturhaus Berlin, Berlin.

## Schriften

### Kunstgeschichtliche Schriften
- Beitrag. In: Stanislaw Przybyszewski (Hrsg.): Das Werk des Edvard Munch: vier Beiträge. S. Fischer, Berlin 1894, S. 75–95. (Online).
- Felix Vallotton: Biographie des Kuenstlers nebst dem wichtigsten Teil seines bisher publicierten Werkes & einer Anzahl unedierter Originalplatten = Biographie de cet artiste avec la partie la plus importante de son œuvre editee et differentes gravures originales & nouvelles. Stargardt, Berlin; Sagot, Paris 1898.
- Die Weltausstellung in Paris 1900: mit zahlreichen photographischen Aufnahmen, farbigen Kunstbeilagen und Plänen. Krüger, Paris/Leipzig 1900. (Online).
- Manet und sein Kreis. Bard, Marquardt, Berlin 1902. (Die Kunst: Sammlung illustrierter Monographien. 7).
- Der moderne Impressionismus: mit einer kolorierten Kunstbeilage und 7 Vollbildern in Tonätzung. Bard, Berlin 1903. (Die Kunst: Sammlung illustrierter Monographien. 11).
- Entwicklungsgeschichte der modernen Kunst: vergleichende Betrachtungen der bildenden Künste, als Beitrag zu einer neuen Aesthetik. Verlag Jul. Hoffmann, Stuttgart, 1904. (Online, Band 1), (Online, Band 2), (Online, Band 3). (Englische Übersetzung: Modern Art: being a contribution to a new system of aesthetics. 3 Bände. Heinemann, London; Putnam, New York 1908. Übersetzer: Florence Simmonds, George W. Chrystal).
- Der Fall Böcklin und die Lehre von den Einheiten. Julius Hoffmann, Stuttgart 1905. (Digitalisat).
  - Dazu Gegenschrift: Adolf Grabowsky: Der Kampf um Böcklin. Cronbach, Berlin 1906. (Online).
- Corot und Courbet: ein Beitrag zur Entwicklungsgeschichte der modernen Malerei. Insel, Leipzig 1905. (Online).
- Der junge Menzel: ein Problem der Kunstökonomie Deutschlands. Piper, Leipzig 1906.
- Impressionisten: Guys, Manet, Van Gogh, Pissarro, Cézanne, mit einer Einleitung über den Wert der französischen Kunst und sechzig Abbildungen. Piper, München 1907. (Online).
- William Hogarth:  mit 47 Abbildungen nach Gemälden, Zeichnungen und Kupferstichen. Piper, München/Leipzig 1907.
- La Collection Cheramy: catalogue raisonné. Piper, München 1908. (Französisch, Autoren: J. Meier-Graefe und Erich Klossowski).
- Die großen Engländer: mit 66 Abbildungen. 2. Auflage. Piper, München/Leipzig 1908.
- Hans von Marées: sein Leben und sein Werk. 3 Bände. Piper, München 1909/10. Band 1: Geschichte des Lebens und des Werkes. 1910. Band 2: Katalog. 1909 (mit 1000 Abbildungen). Band 3: Briefe und Dokumente. 1910
- Vincent van Gogh. Piper, München, 3. durchges. Aufl. 1910; 4.–6. Tsd. 1912[5] Häufige spätere Neuaufl.
- Paul Cézanne: mit vierundfünfzig Abbildungen. Piper, München 1910. (4. bis 6. Tausend, 1913: Online).
- Auguste Renoir: mit hundert Abbildungen. Piper, München 1911. (2. Auflage, 1920)
- Édouard Manet: mit 197 Abbildungen. Piper, München 1912. (Online)
- Wohin treiben wir? Zwei Reden über Kultur und Kunst. Fischer, Berlin 1913.
- Eugène Delacroix: Beiträge zu einer Analyse, mit hundertfünfundvierzig Abbildungen, zwei Facsimiles und einer Anzahl unveröffentlichter Briefe. Piper, München 1913. (Online).
- Camille Corot. Piper, München 1913.
- Cézanne und sein Kreis: ein Beitrag zur Entwicklungsgeschichte. Piper, München 1918.
- Vincent van Gogh: mit vierzig Abbildungen und dem Faksimile eines Briefes. Piper, München 1918. (Mehrere Auflagen; mit fünfzig Abbildungen). (Online (4. Aufl. 1918))
- Degas: ein Beitrag zur Entwicklungsgeschichte der modernen Malerei. Piper, München 1920.
- Courbet : mit 8 Lichtdruck-Tafeln und 106 Netzätzungen. Piper, München 1921.
- Max Beckmann: mit 1 Radierung, 52 Lichtdrucken, 16 Textbildern. Von Curt Glaser, Julius Meier-Graefe, Wilhelm Fraenger und Wilhelm Hausenstein. Piper, München 1924. (Bildband).
- Die doppelte Kurve: Essays. P. Zsolnay, Wien 1924.
- Der Zeichner Hans von Marées. Piper, München 1925.
- Vincent van Gogh, der Zeichner. O. Wacker, Berlin 1928.
- Renoir. Klinkhardt & Biermann, Berlin 1929.
- Corot. Bruno Cassirer, Berlin; Klinkhardt & Biermann, Berlin 1930.

### Literarische Werke
- „Ein Abend bei Excellenz Laura“, Novelle (Westermanns Monatshefte 1892)
- Nach Norden – eine Episode (Berlin 1893)
- Die Keuschen, I Fürst Lichtenarm, II Der Prinz, „Eine Folge von Romanen über das Liebesleben im neunzehnten Jahrhundert“ (Berlin 1897)
- Spanische Reise (Berlin 1910)
- Orlando und Angelica, ein Puppenspiel (mit Lithographien von Erich Klossowski) (Berlin 1912)
- Der Tscheinik (S. Fischer, Berlin 1918)
- Heinrich der Beglücker, Lustspiel (Berlin 1918)
- Die reine Farbe (neue Fassung von Adam und Eva, das 1909 im Berliner Hebbel-Theater gefloppt war, Berlin 1919) Uraufführung Dresden 1920
- Spanische Reise (Neufassung) (Berlin 1922)
- „Die Teilung“ in Das Tage-Buch. Geständnisse meines Vetters, Novellen (Berlin 1923)
- Dostojewski der Dichter (E. Rowohlt, Berlin 1926)
- Pyramide und Tempel: Notizen während e. Reise nach Ägypten, Palästina, Griechenland und Stambul. (E. Rowohlt, Berlin 1926)
- Der Vater (S. Fischer Verlag, Berlin 1932)
- Geschichten neben der Kunst (S. Fischer Verlag, Berlin 1933)
- Der Kampf um das Schloss. Autobiographischer Roman, Nachwort: Dr. Stephanie Marchal ; Herausgeber: Eva C. Schweitzer, Berlin ; New York : Berlinica, 2022, ISBN 978-3-96026-051-6
- Der Kampf um das Schloss : uneditierte und unbearbeitete Originalausgabe, Herausgeber: Eva C. Schweitzer, Berlin : Berlinica, 2022 (Original: 1935)

### Sammelausgaben
- Julius Meier-Graefe: Kunst-Schreiberei. Essays und Kunstkritik (= Gustav Kiepenheuer Bücherei. 65). Gustav Kiepenheuer Verlag, Leipzig / Weimar 1987, ISBN 3-378-00163-1.
- Kunst ist nicht für Kunstgeschichte da. Briefe und Dokumente (= Veröffentlichungen der Deutschen Akademie für Sprache und Dichtung. 77). Herausgegeben und kommentiert von Catherine Krahmer unter Mitwirkung von Ingrid Grüninger. Wallstein, Göttingen 2001, ISBN 978-3-89244-412-1.
- Tagebuch 1903–1917 und weitere Dokumente. Herausgegeben und kommentiert von Catherine Krahmer unter Mitwirkung von Ingrid Grüninger und Jeanne Helsbourg. Wallstein, Göttingen 2009, ISBN 978-3-8353-0426-0.
- Endzeit Europa. Ein kollektives Tagebuch deutschsprachiger Schriftsteller, Künstler und Gelehrter im Ersten Weltkrieg. Herausgegeben von Peter Walther. Wallstein, Göttingen 2008, ISBN 978-3-8353-0347-8.

## Notizen
1. ↑  Henry van de Velde: 1895 Besuch bei Henry van de Velde S. 102–103. Abgerufen am 18. April 2020.
2. ↑  Eintrag im Landesdenkmalamt Berlin (Memento vom 4. Juni 2020 im Internet Archive).
3. ↑  Tochter von Walther Epstein. Üblicher Name: Anne-Marie Meier-Graefe. Sie heiratete später Hermann Broch; der veröffentlichte Briefwechsel der durch den Atlantik getrennten Eheleute von 1950/1951 erhellt eindrücklich die unmittelbare Nachkriegszeit in Frankreich und den USA.
4. ↑  Die Villa wurde später zur Falle für (Fritz) Friedrich Epstein, seine Nichte Anne-Marie ließ ihn dort wohnen. Das Vichy-Regime und die Deutschen deportierten ihn, zusammen mit Else Weil, im September 1942 nach Auschwitz, wo er ermordet wurde.
5. ↑  82 Seiten. Wie auch andere Einzelausgaben zu Guys, Manet, Pissarro, Cezanne, war dies ein Teildruck aus dem Impressionisten-Buch (210 Seiten), wobei Piper dies Gesamtwerk als 1. und 2. Aufl. 1907 zählte und die Teildrucke als 3. Aufl. bezeichnete. Nach heutigen Maßstäben wäre das nicht korrekt. – 5. verb. Aufl. ebd. 1922, davon das 5.–7. Tsd. 1925.

| Personendaten    | Personendaten                                     |
| ---------------- | ------------------------------------------------- |
| NAME             | Meier-Graefe, Julius                              |
| KURZBESCHREIBUNG | deutscher Kunsthistoriker und Schriftsteller      |
| GEBURTSDATUM     | 10. Juni 1867                                     |
| GEBURTSORT       | Resicabánya, Königreich Ungarn, Österreich-Ungarn |
| STERBEDATUM      | 5. Juni 1935                                      |
| STERBEORT        | Vevey, Schweiz                                    |